# Courgent
Courgent és un municipi francès, situat al departament d'Yvelines i a la regió de Illa de França. L'any 2007 tenia 392 habitants.
Forma part del cantó de Bonnières-sur-Seine, del districte de Mantes-la-Jolie i de la Comunitat de comunes del Pays Houdanais.

## Demografia

### Població
El 2007 la població de fet de Courgent era de 392 persones. Hi havia 160 famílies, de les quals 32 eren unipersonals (12 homes vivint sols i 20 dones vivint soles), 48 parelles sense fills, 72 parelles amb fills i 8 famílies monoparentals amb fills.
La població ha evolucionat segons el següent gràfic:
Habitants censats

### Habitatges
El 2007 hi havia 182 habitatges, 157 eren l'habitatge principal de la família i 25 eren segones residències. 178 eren cases i 4 eren apartaments. Dels 157 habitatges principals, 138 estaven ocupats pels seus propietaris, 12 estaven llogats i ocupats pels llogaters i 7 estaven cedits a títol gratuït; 1 tenia una cambra, 6 en tenien dues, 14 en tenien tres, 15 en tenien quatre i 121 en tenien cinc o més. 134 habitatges disposaven pel capbaix d'una plaça de pàrquing. A 51 habitatges hi havia un automòbil i a 100 n'hi havia dos o més.

### Piràmide de població
La piràmide de població per edats i sexe el 2009 era:
| Homes | Edats   | Dones |
| ----- | ------- | ----- |
| 0     | 95 o +  | 0     |
| 0     | 90 a 94 | 0     |
| 4     | 85 a 89 | 4     |
| 4     | 80 a 84 | 0     |
| 4     | 75 a 79 | 8     |
| 8     | 70 a 74 | 12    |
| 4     | 65 a 69 | 4     |
| 8     | 60 a 64 | 8     |
| 12    | 55 a 59 | 16    |
| 28    | 50 a 54 | 12    |
| 16    | 45 a 49 | 16    |
| 12    | 40 a 44 | 24    |
| 16    | 35 a 39 | 16    |
| 8     | 30 a 34 | 20    |
| 0     | 25 a 29 | 0     |
| 12    | 20 a 24 | 16    |
| 16    | 15 a 19 | 20    |
| 24    | 10 a 14 | 12    |
| 24    | 5 a 9   | 20    |
| 4     | 0 a 4   | 8     |

## Economia
El 2007 la població en edat de treballar era de 285 persones, 213 eren actives i 72 eren inactives. De les 213 persones actives 203 estaven ocupades (111 homes i 92 dones) i 10 estaven aturades (5 homes i 5 dones). De les 72 persones inactives 28 estaven jubilades, 29 estaven estudiant i 15 estaven classificades com a «altres inactius».

### Ingressos
El 2009 a Courgent hi havia 153 unitats fiscals que integraven 393 persones, la mediana anual d'ingressos fiscals per persona era de 27.827 €.

### Activitats econòmiques
Dels 16 establiments que hi havia el 2007, 1 era d'una empresa de fabricació d'altres productes industrials, 2 d'empreses de construcció, 1 d'una empresa de comerç i reparació d'automòbils, 2 d'empreses de transport, 2 d'empreses financeres, 5 d'empreses de serveis, 2 d'entitats de l'administració pública i 1 d'una empresa classificada com a «altres activitats de serveis».
L'únic servei als particulars que hi havia el 2009 era un electricista.

## Equipaments sanitaris i escolars
El 2009 hi havia una escola elemental.

## Poblacions més properes
El següent diagrama mostra les poblacions més properes.